# روسانا دیویسن
 روسانا دیویسن (انگلیسی: Rosanna Diane Davison؛ زادهٔ ۱۷ آوریل ۱۹۸۴) بازیگر، مدل، ملکه زیبایی و خواننده اهل ایرلند است و همین طور او در سال ۲۰۰۳ برنده دوشیزه دنیا شد.
روسانا دیویسن دختر کریس دی برگ خواننده سرشناس بریتانیائی است.